# Giuramento degli Anconetani
Il Giuramento degli Anconetani è un dipinto realizzato con pittura a olio su tela (385 cm × 510 cm) di Francesco Podesti databile tra il 1844 ed il 1847.

## Storia
Nel 1844 la municipalità di Ancona, su interessamento del marchese Bourbon Del Monte, chiese al Podesti di realizzare un dipinto il cui soggetto fosse tratto dalla storia patria, per collocarlo nella Sala del Consiglio. Nella lettera di accettazione dell'incarico del 17 agosto 1844, Podesti, riferendosi all'argomento prescelto, precisava:
Il pittore scelse di rappresentare un episodio ispirato all'eroica resistenza della città nell'assedio del 1173 da parte di Cristiano di Magonza, cancelliere di Federico Barbarossa. Dopo alcune settimane di assedio gli imperiali inviarono un'ambasciata in città chiedendo la resa, il riconoscimento del potere imperiale e la consegna del console dell'Impero bizantino; in cambio promettevano di risparmiare la vita ai cittadini. Gli anconitani rifiutarono invece l'offerta e anzi riuscirono ad inviare degli emissari che, passando tra le file nemiche, si recarono a chiedere soccorso nelle città amiche della Romagna e dell'Emilia.
L'opera gli varrà grande fama e l'iscrizione tra il patriziato cittadino, e ancor oggi è considerata uno dei suoi capolavori. Nel grande quadro si fonde il gusto neoclassico con la forza e la sensibilità del romanticismo storico; il quadro infatti esalta le virtù del coraggio civico e dell'amore per la libertà. Come una grande macchina teatrale, l'opera è caratterizzata da una sorta di figurazione ad "X", costituita dall'insieme delle quarantacinque figure, e dall'utilizzo di una gamma cromatica dagli accenni forti, eredità della lezione di David e Camuccini.
Alcuni dei personaggi principali che si possono trovare nel dipinto sono: in basso a sinistra gli ambasciatori di Barbarossa, che avevano portato in città la proposta di resa e che vengono spinti via con forza da un soldato per indicare che la città preferì continuare a resistere piuttosto che accettare le  condizioni proposte. Al centro, vestita di verde, Stamira, unica donna armata, che stringe il pugnale e indica il cielo. Sotto le scale del palazzo il sacerdote Don Giovanni da Chiò intento a pregare con le mani giunte verso l'alto. Il personaggio vestito di giallo che parla al popolo è Fazio de' Fazioli, membro del Consiglio degli Anziani; il testo del suo discorso è riportato nel testo "De obsidione Anconae", di Boncompagno da Signa. Vestito di rosso è il legato Costantino Ducas, alto dignitario della corte di Manuele Comneno, imperatore di Bisanzio; con sguardo intenso osserva la cacciata degli ambasciatori tedeschi, che tra le condizioni per la resa avevano chiesto la sua consegna. 
Nell'ambientazione il pittore pone diversi elementi architettonici identificativi della città: le mura medievali, l'arco di Traiano, la cattedrale di San Ciriaco ed il palazzo del Governo.
Così un contemporaneo descrive i sentimenti della gran massa di cittadini accorsi al Palazzo comunale per ammirare il dipinto:
(Enea Costantini, Il decennio di occupazione austriaca in Ancona (1849-1859), 1916)
La grande tela fu premiata all'Esposizione universale di Londra del 1851 e all'Esposizione universale di Parigi del 1855.

## Collocazione
Dopo l'esposizione all'Esposizione universale di Londra del 1851 e all'Esposizione universale di Parigi del 1855, nel 1856 l'opera fu finalmente collocata nel luogo per il quale era stata dipinta: la sala del caminetto del Palazzo degli Anziani, sede del Comune di Ancona, dove rimase 28 anni. Le dimensioni del dipinto erano state calcolate in base alla grandezza della sala, il cui soffitto venne rialzato su specifica richiesta del pittore. 
All'istituzione della pinacoteca, nel 1884 vi fu trasferito il dipinto, ove rimase seguendone le vicende, fino al 1958, allorché fu restituito alla sede comunale, che però, nel frattempo si era spostata al Palazzo del Popolo, e collocato nella sala consiliare, dove rimase per 58 anni. Nel 2011, anche dopo il trasferimento della sede municipale al Palazzo degli Anziani, il dipinto rimase ancora a Palazzo del Popolo fino al 2016. 
Nel 2016, infatti, in occasione della riapertura parziale della Pinacoteca Civica Francesco Podesti, il Giuramento è stato collocato nella raccolta, in una piccola sala ad esso esclusivamente dedicata. Nel 2022 è stato trasferito in una sala più ampia.